# Kapilární rohože
Kapilární rohože jsou jedním ze systémů vytápění a chlazení. Kapilární rohože se nejčastěji aplikují na strop do omítky (jsou neviditelné). Jedním systémem je možné chladit i topit. Ideální je spojení s tepelnými čerpadly. Jedná se o tenké polypropylenové trubičky (průměr 3,4mm) spojené do rohoží, které se zaomítají do stropu nebo stěn (případně zalijí do nivelační stěrky na podlaze). Proudí v nich obyčejná voda. Při vytápění kolem 32 °C, při chlazení 16 °C (nad rosným bodem).